# 沿平寺石塔
沿平寺石塔，位于中国河北省邯郸市午汲镇沿平村，为邯郸市武安市的一个省级文物保护单位，类型为古建筑，公布时间为1993年7月15日。
沿平寺石塔的历史年代为唐代。